# Hemidactylus somalicus
Hemidactylus somalicus är en ödleart som beskrevs av  Parker 1932. Hemidactylus somalicus ingår i släktet Hemidactylus och familjen geckoödlor. Inga underarter finns listade i Catalogue of Life.